# Альсдорф
Альсдорф (нем. Alsdorf) — город в Германии, в земле Северный Рейн-Вестфалия.
Подчинён административному округу Кёльн. Входит в состав района Ахен. Население составляет 45522 человека (на 31 декабря 2010 года). Занимает площадь 31,658 км². Официальный код — 05 3 54 004.
Город подразделяется на 16 городских районов.

## История
Сегодняшний Альсдорф представляет собой сложную смесь самых разных частей. Часть сегодняшнего города была частью герцогства Лимбург (позже объединенного с герцогством Брабант); часть принадлежала территории герцогства Юлих.
Кроме того, в Альсдорф вошли древние поселения, история которых восходит к средневековью, и поселения угольщиков, возникшие из-за давних традиций добычи угля в Альсдорфе. Старые поселения: Альсдорф, Беттендорф, Хенген, Офден, Шауфенберг, Уорден и Цопп.
Название Альсдорф впервые упоминается в документе католической церкви в 1191 году. Но, возможно, поселение намного старше 800 лет.
За свою историю город несколько раз менял свою принадлежность. Наряду с герцогством Брабант и герцогством Лимбург, он также принадлежал герцогству Бургундии (1430) и перешёл к Габсбургам в 1482 г. Затем в 1555 г. он стал частью Испанских Нидерландов под властью испанских Габсбургов. С 1714 года до французского вторжения он снова под властью австрийских Габсбургов. Затем, согласно решению Венского конгресса, Альсдорф принадлежал Пруссии.
После восстановления Германии после Второй мировой войны Пруссия была ликвидирована. Её западные провинции теперь являются землёй Северный Рейн-Вестфалия, к которой принадлежит Альсдорф.
До середины XIX века сельское хозяйство было основной отраслью. Только в Альсдорфе (около 1200) и Хенгене (около 1400) было более 1000 жителей.
Сегодня население увеличилось более чем в десять раз в связи с организацией добычи полезных ископаемых, начатой в Альсдорфе в середине XIX века. Горнодобывающей промышленности требовалось много рабочей силы. Можно было удовлетворить спрос за счет местных рабочих, но по мере роста числа шахт потребность в рабочих росла. Чтобы быть привлекательным работодателем, горнодобывающая компания строила новые дома, предлагала своим работникам хорошие условия труда. Между 1860 и 1960 годами было основано несколько больших и малых деревень: Бегау, Блуменрат, Бройхер-Зидлунг, Буш, Келлерсберг, Мариадорф, Нойвайлер, Офден, Ост и Зопп. В 1932 году были включены деревни Келлерберг, Офден, Шауфенберг и Нойвайлер, а население выросло с 11 500 до 19711 человек.
Катастрофа 21 октября 1930 года продемонстрировала опасность горных работ. На шахте «Анна II» погибли 270 мужчин и одна женщина. Это была вторая по величине авария на шахте в истории Германии.
Шахта Мария закрылась в сентябре 1962 года; последняя шахта в Альсдорфе была остановлена в 1992 году. С тех пор город успешно сменил свой имидж, превратившись из угольного города в современный деловой район. Создано несколько бизнес-парков, в которых работает множество компаний.

## Экономика
Более века добыча угля была ведущей отраслью экономики Альсдорфа. Первая шахта — Мария — была открыта в Хенгене в 1849 году. В 1853 году начала работу угольная шахта Анна в Альсдорфе. Угольный кризис не пощадил Альсдорф, и последняя шахта была закрыта в 1992 году.
Крупнейшим работодателем Альсдорфа является компания Cinram GmbH, в районе Шауфенберг работает около 2 000 сотрудников. Эта компания ежедневно производит до 2 миллионов DVD, Blu-ray и CD, продаваемых по всей Европе. Компания была основана в 1975 году Warner Music и продана в 2003 году канадской акционерной корпорации Cinram International. Заказчиками являются известные звукозаписывающие и медиа-компании, такие как Warner Music, Twentieth Century Fox и Universal Pictures.
Кроме того, в городе работают компании, которые либо использовали близость к RWTH Aachen University, либо считали выгодным расположение вблизи границ с Бельгией и Нидерландами преимуществом.